# Ямский район
Ямский район был расположен на северо-востоке Сталинской, ныне Донецкой области. Центр — пгт Яма. Площадь — 0,6 тыс. км кв.

## Административное деление
По состоянию на 1 сентября 1946 года в районе имелось: пгт — 1; сельсоветов — 10. Все советы:
- Ямский поссовет
- Васильевский сельсовет
- Ворошиловский сельсовет
- Дроновский сельсовет
- Звановский сельсовет
- Кировский сельсовет
- Никифоровский сельсовет
- Николаевский сельсовет
- Переездненский сельсовет
- Резниковский сельсовет
- Яковлевский сельсовет

## Хозяйство
В районе — посевы зерновых культур (главным образом пшеница, кукуруза), овощеводство, садоводство. Животноводство (крупный рогатый скот, свиньи). 2 совхоза. МТС.
10 сентября 1959 года был упразднён и присоединён к Бахмутскому району Донецкой области